# Joan VI de Constantinoble
Joan VI de Constantinoble (en llatí: Iōannēs VI, en grec antic: Ιωάννης ΣΤ) va ser patriarca de Constantinoble des de l'any 711 al 715.
L'emperador Filípic o Filip Bardanes el va nomenar l'any 711, perquè era favorable a les tesis monotelites i rebutjava l'autoritat del III Concili de Constantinoble (sisè concili ecumènic); el seu antecessor Cir I va ser deposat. Enderrocat Bardanes, quan va pujar al tron Anastasi II, va treure del seu càrrec a Joan VI, l'any 715. Teòfanes esmenta la presa de possessió de Germà I, que era bisbe de Cízic i en va ser el successor, però no diu res del destí de Joan VI.
Va escriure Ἐπιστολὴ πρὸς Κωνσταντῖνον τὸν ἁγιώτατον πάπαν Ρώμης ᾿απολογετική, Epistola ad Constantinum Sanctissimum Papam Romanum. Apologetica, una carta al Papa Constantí on defensava les accions del regnat de Filípic.